# Lépide
Pour les articles homonymes, voir Aemilius Lepidus.
Marcus Æmilius Lepidus, dit Lépide (latin : M•ÆMILIVS•M•F•Q•N•LEPIDVS), né vers 89 av. J.-C. et mort en 13/12 av. J.-C., est un célèbre général et homme politique romain du Ier siècle av. J.-C.
Descendant de la famille patricienne des Æmilii, il est partisan de Jules César qui lui confie l'administration provisoire de Rome pendant la guerre civile contre Pompée, dont il est ensuite le co-consul en 46 av. J.-C. ainsi que le maître de cavalerie jusqu'en 44 av. J.-C.. Il entretient aussi de bonnes relations avec l'aristocratie romaine. Après l'assassinat de Jules César, il prend le contrôle de Rome et s'allie au consul Marc Antoine, devenant pontifex maximus à la place de César. Il est envoyé gouverner la Gaule narbonnaise et l'Hispanie citérieure en 44/43 av. J.-C. pour négocier la paix avec Sextus Pompée, mission qu'il mène à bien sans combat. Il se retrouve alors à la tête de la plus importante armée d'Occident. Ayant de nombreux liens avec le Sénat romain mais aussi des liens d'amitié avec Antoine, il reste d'abord neutre et prudent dans le conflit opposant les Républicains puis Octave à Antoine. Finalement, il se rallie, ses officiers de troupe plutôt, à Antoine. Celui-ci vaincu, il est lui aussi déclaré « ennemi public ».
Brouillé avec ses anciens alliés sénatoriaux, il obtient la rencontre et l'alliance d'Antoine et Octave. Lépide devient alors le troisième membre du second triumvirat. Restant à Rome pendant que ses collègues vont combattre les « Républicains », il devient maître de l'Afrique après la bataille de Philippes remportée par Antoine (42). Il réussit à se tenir à l'écart des querelles de ses deux collègues mais se voit peu à peu réduit à un rôle secondaire. Il aide Octave à vaincre Sextus Pompée en Sicile, puis cherche à s'emparer de cette riche province au détriment d'Octave. Celui-ci l'écarte facilement en retournant son armée de son côté (36 av. J.-C.). Il va alors passer les vingt-trois dernières années de sa vie relégué près du mont Circé, sur la côte du Latium, tout en restant pontifex maximus jusqu'à la fin de ses jours.
Les actions politiques de Lépide auprès de César puis au sein du second triumvirat participent à la chute de la République romaine. Quelques années après la mort d'Antoine à Alexandrie (30), on octroie à Octave les titres de Princeps et surtout d'Auguste, jusque-là réservé aux dieux. C'est la fin de la période républicaine et le début de l'Empire romain en 27 av. J.-C.. Auguste devient Grand pontife à la mort de Lépide fin 13 ou début 12 av. J.-C..

## Naissance et ascendance
Il naît vers 89 av. J.-C.
Il est membre des Aemilii Lepidi, branche de la gens patricienne des Aemilii qui apparaît au IIIe siècle av. J.-C., avec le consulat de Marcus Aemilius Lepidus en 285 av. J.-C. Les Aemilii ont des consuls dès le Ve siècle av. J.-C. et représente l'une des familles les plus importantes et les plus influentes de l’histoire romaine. Le cognomen Lepidus signifie « gracieux, charmant, agréable ».
|                                      |  |  |
| Têtes dites « Marius » et « Sylla ». |  |  |

Son père est Marcus Æmilius Lepidus, un proche des partisans de Caius Marius qui s'est rallié à Sylla. Il n'hésite pas à profiter de la proscription de 82 pour s'enrichir par le biais de la vente des biens des condamnés, et est suspect aux yeux de nombreux sénateurs syllaniens pour son comportement ambigu et son ralliement tardif. Il est préteur en Sicile en 80, et est poursuivi à son retour à Rome en 79 par les frères Quintus Caecilius Metellus Celer et Nepos pour sa gestion brutale dans sa province, mais il est acquitté. Pour l'année 78, il est élu consul aux côtés d'un fidèle de Sylla, Quintus Lutatius Catulus, avec le soutien marqué du jeune Pompée déjà célèbre et contre l'avis de Sylla. Au début de son consulat, après le retrait de la vie politique de Sylla, il rentre rapidement en conflit avec son collègue, qui ne peut rivaliser avec lui, turbulent et habile, et se créé de nombreux soutiens populaires, n'hésitant pas à utiliser ses richesses acquises en 82, notamment dans la réfection de la basilique Æmilia ou dans la construction de la plus somptueuse villa à Rome, ainsi que par des promesses populistes. Il s'attaque à Sylla et ses réformes avec une grande violence, le dénonçant comme un tyran si l'on en croit Salluste,. Cela mène à des insurrections en Italie, dont le Sénat le charge, avec son collègue, de les réprimer, et il se réjouit d'être doté d'un commandement légal. Cela lui permet de rejoindre en Étrurie un certain nombre de proscrits, et, au contraire de son collègue, il reste à la tête de son armée quand bien même la révolte fut matée et que le Sénat le rappelle. Il se retrouve donc à la tête d'une forte armée marianiste ayant pour but de mettre à bas la constitution syllanienne défendue par le Sénat, tenant une grande partie du nord de l'Italie. Après de longues hésitations, Lepidus est déclaré « ennemi public » par un senatus consultum ultimum, puis vaincu alors qu'il marche sur Rome en 77 par Pompée et Catulus, il meurt peu après avoir tenté de s'emparer de la Sardaigne, alors que Lépide a environ 12 ans.
Sa mère est une Appuleia de la gens des Appuleii, qui ne serait pas restée fidèle à son époux, et c'est ce qui aurait provoqué la mort de son père par chagrin selon Plutarque, après l'avoir répudiée, précise Pline l'Ancien, plutôt que quelques combats menés en Sardaigne. Il pourrait s'agir de la fille de Lucius Appuleius Saturninus, popularis qui se situe dans la lignée des Gracques, et qui s'attache à restaurer leur œuvre législative. Tribun de la plèbe en 103 et 100, allié de Caius Marius et de Caius Servilius Glaucia, il provoque avec Glaucia de graves troubles, le Sénat obligeant alors Marius à éliminer ses alliés, Saturninus et Glaucia étant arrêtés et exécutés à la fin de l'an 100.

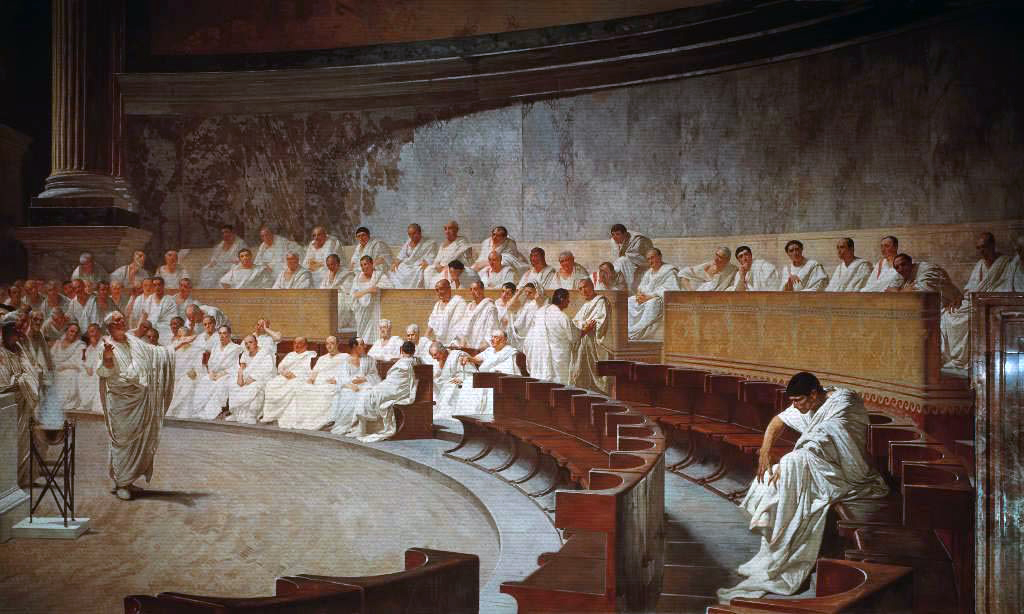
Cicéron dénonce Catilina, fresque réalisée en 1882-1888 par Cesare Maccari.

Son père a donné en adoption un de ses fils au marianiste Lucius Cornelius Scipio Asiaticus Asiagenus, consul en 83. Ce dernier ainsi que son fils adoptif ont échappé à la mort alors qu'ils figurent parmi les proscrits de Sylla en 82. Il se trouve en Étrurie lorsque son père naturel créé une armée marianiste en 78, puis est capturé et exécuté en 77 à Alba par Pompée.
Il a un autre frère aîné, Lucius Aemilius Paullus, né vers 93, fervent républicain, qui soutient Cicéron pendant la conjuration de Catilina en 63. Il gravit les échelons du cursus honorum à partir de 59 jusqu'à son consulat en 50. Pendant son édilité en 55, il s'engage à restaurer la basilique Æmilia grâce à l'argent du butin de la guerre des Gaules réuni par Jules César, par qui il a été acheté et auquel il est dorénavant subordonné. Lié aux « Républicains » après l'assassinat de Jules César, il vote la motion faisant de Lépide un « ennemi public » et est un opposant au second triumvirat, ce qui lui vaut d'être inscrit en premier sur la liste des proscrits de 43. Il parvient à s'échapper, puis est amnistié à la suite de la paix de Misène en 39 et finit sa vie à Milet, son fils devenant consul, augure puis censeur sous Auguste.

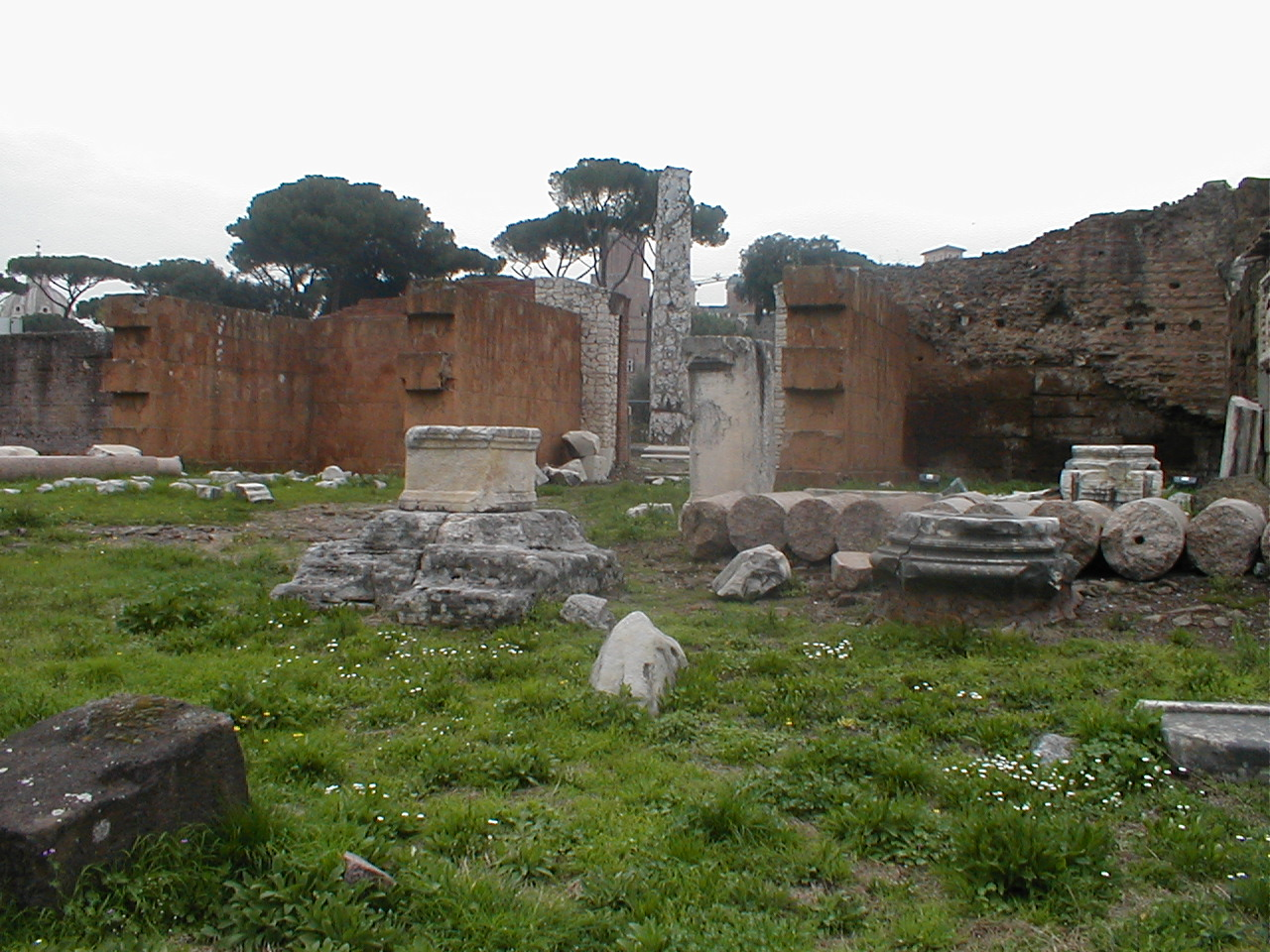
Les restes de la basilique Æmilia.
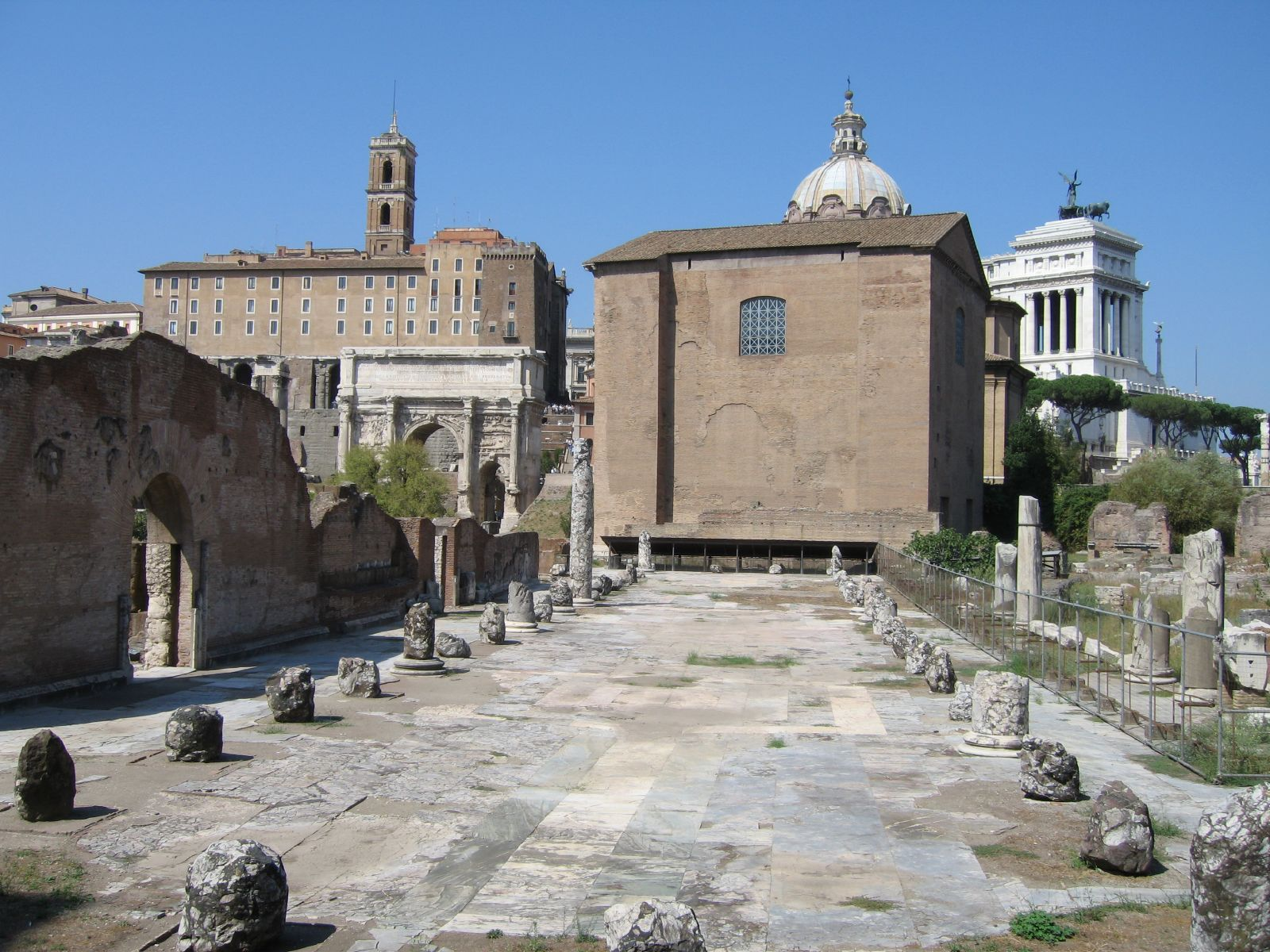
Vestiges de la nef centrale.
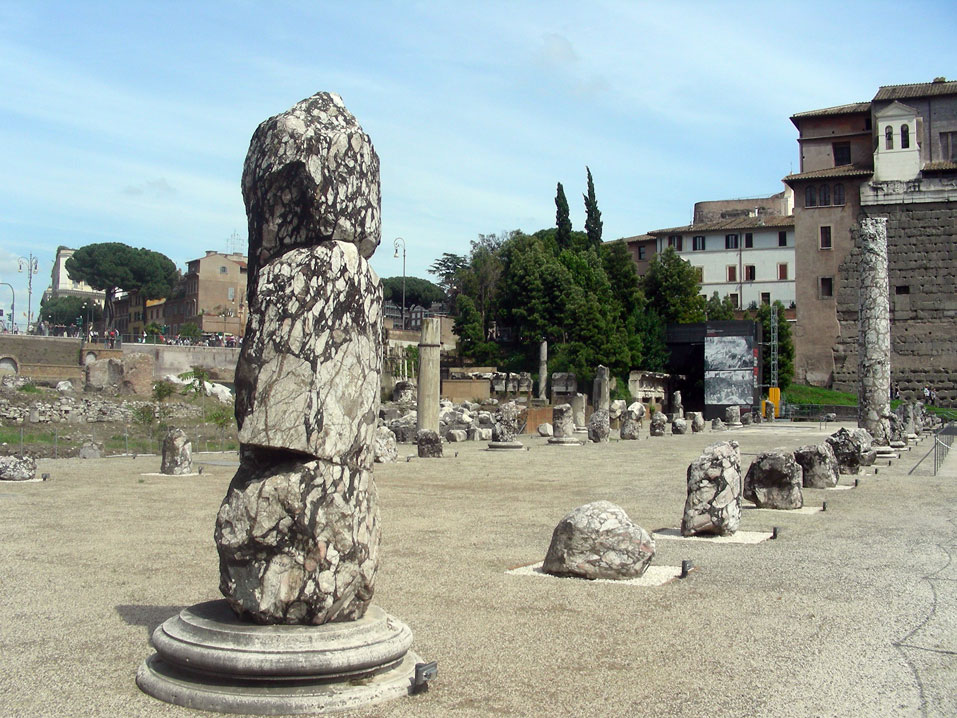
Vestiges de la colonnade intérieure.
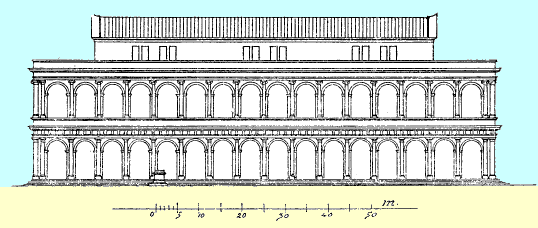
Reconstitution de la façade.
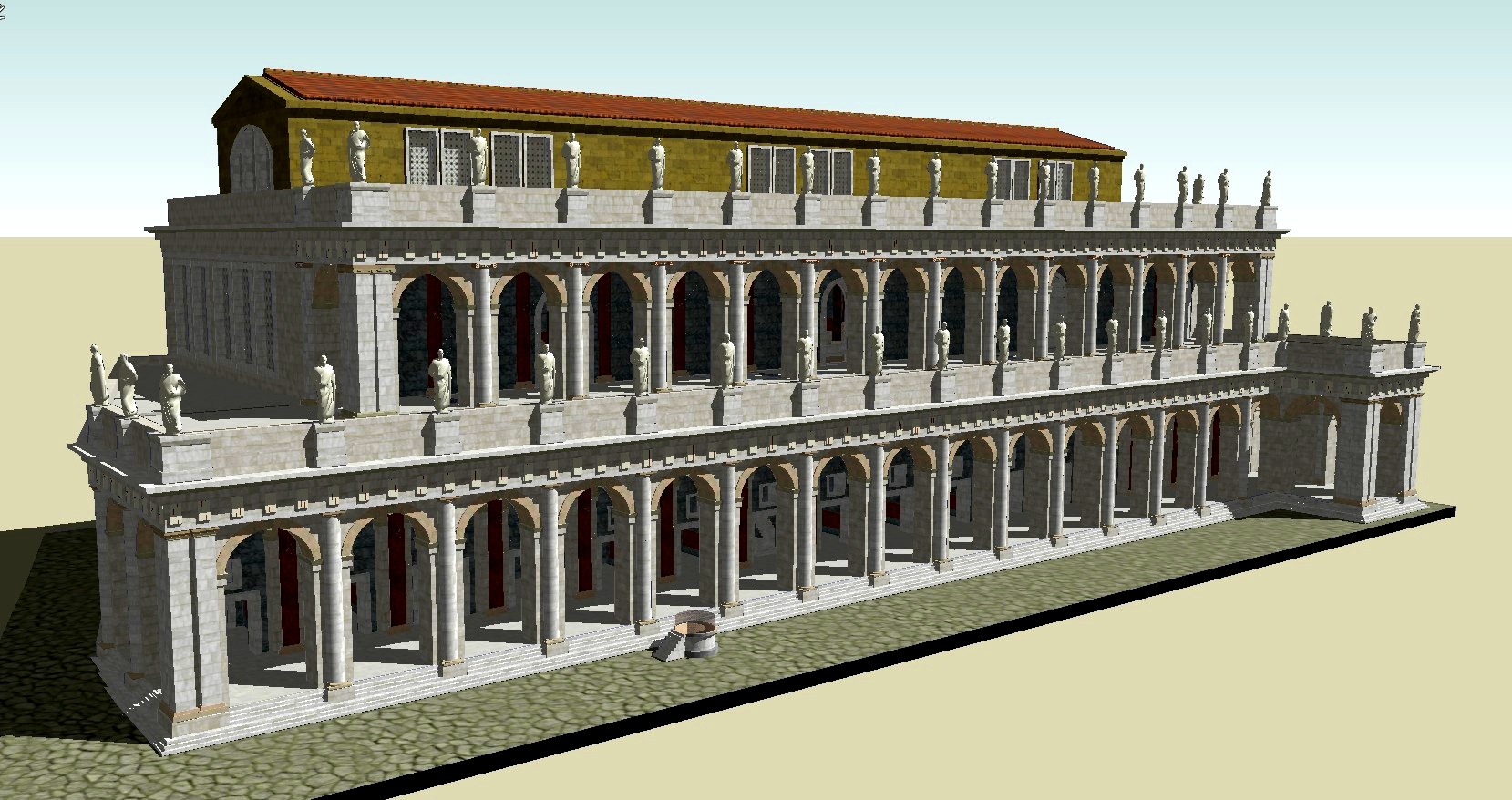
Reconstitution de la basilique telle qu'elle devait être sous Auguste.

## Biographie

### Début de soncursus honorum(jusqu'en 50)
Lépide est membre du collège des pontifes lorsque Quintus Caecilius Metellus Pius est pontifex maximus, c'est-à-dire avant son décès et l'élection de César en 63.

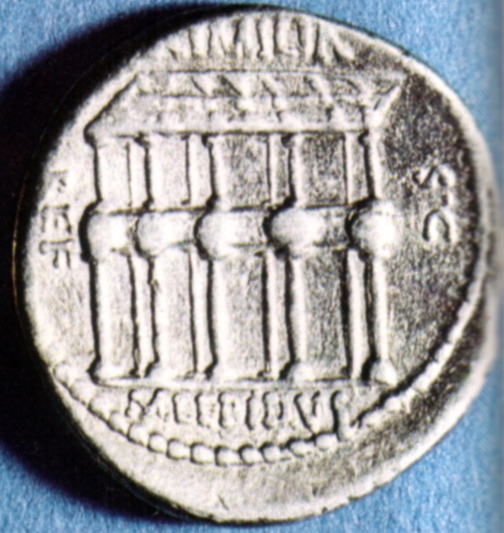
Une des pièces frappées par Lépide en 61, célébrant les accomplissements de sa famille, avec une représentation de l'intérieur de la Basilique Æmilia où l'on peut voir au premier étage les clipeus ajoutés par son père lors de son consulat.

Il commence sa carrière comme triumvir monétaire en 61, supervisant la frappe des pièces de monnaie (voir image). En se basant sur le cursus honorum classique ou sur celui de son frère Paullus, il pourrait être questeur entre 58 et 55 et édile vers 52/51. Début 52, il est le premier des interrois nommés par le Sénat et chargé d'organiser les élections consulaires, élections qui étaient empêchées depuis six mois à cause des troubles menés par Clodius et Milon. Le premier a finalement été tué par le second lors d'un affrontement aux abords de la ville. Rome étant dans un état d'anarchie, Lépide refuse de convoquer les comices centuriates pendant les cinq jours de sa magistrature. Sa maison est assiégée par les partisans de Clodius et sa vie menacée comme le rapporte Cicéron lors de son discours de défense de Milon,.

### Administrateur de Rome et de l'Italie sous César (49-44)
Lépide est préteur urbain pour l'an 49 tandis que Marc Antoine est tribun de la plèbe. Après d'âpres et vaines négociations avec le Sénat, César rompt les discussions et s'empare militairement de l'Italie et de Rome au début de l'année. La grande majorité de ses adversaires politiques, dont Pompée, les consuls et de nombreux sénateurs, plutôt que combattre, abandonnent l'Italie pour la Grèce. Lépide est donc le plus haut magistrat qui reste à Rome et il se rallie à Jules César. Au moment où ce dernier quitte la capitale pour reprendre les opérations militaires pour le contrôle de l'Hispanie et de Marseille, Lépide a donc en charge l'administration provisoire de la Ville tandis que César laisse Marc Antoine à la tête de toutes les troupes césariennes installées en Italie en tant que propréteur. Par une loi spéciale, Lépide fait nommer César dictateur pour présider aux élections consulaires, ce qu'il ne peut faire lui-même en tant que préteur. Dans les derniers jours de l'an 49, César est donc élu consul dans des élections qu'il préside pour l'année suivante et fait passer entre autres une loi pour réhabiliter les fils des proscrits de Sylla, avant de déposer la dictature et repartir en campagne dans les premiers jours de l'année 48 après seulement un séjour à Rome de onze jours.
Après sa préture, César envoie Lépide en tant que gouverneur (« proconsul ») en Hispanie citérieure en 48,,. Il est honoré par César d'un triomphe à son retour en 47, quand bien même, selon Dion Cassius, il n'a participé à aucune bataille, mais il se justifie d'avoir participé aux exploits du gouverneur d'Hispanie ultérieure Quintus Cassius Longinus (en) et d'un questeur nommé Marcus Claudius Marcellus. Selon Aulus Hirtius, contemporain des évènements, Cassius Longinus est propréteur d'Hispanie ultérieure qu'il gère très mal, taxant fortement sa province, et y mettant à mal la réputation de César dont il est un partisan. César lui demande de passer en Afrique, et alors qu'il s'y prépare, il est victime d'une tentative d'assassinat. Plusieurs légions, excédées aussi par son comportement se révoltent contre lui, avec notamment le questeur Marcellus à leur tête. Cassius fait appel à Lépide et au roi allié de Maurétanie. Lépide arrive en médiateur, auquel Marcellus se joint immédiatement. Cassius se retranche d'abord, puis accepte finalement de se fier à Lépide, qui lui promet qu'aucun mal ne lui sera fait, mettant fin aux troubles en évitant tout combat.
Jules César a confié à Marc Antoine le soin de maintenir l'ordre en Italie et à Rome. Cependant, Antoine se révèle être un mauvais administrateur et se rend rapidement impopulaire à Rome. De retour, César pare au plus urgent. Antoine se voit retirer sa confiance, plus à cause de ses nombreuses frasques que pour sa gestion de Rome et de l'Italie. C'est donc Lépide qui devient par la suite le maître de cavalerie ainsi que co-consul de César pour l'année 46, prenant dorénavant en charge l'Italie et Rome, en lieu et place d'Antoine,. Lépide, par ses bonnes relations avec l'aristocratie romaine, représente une caution républicaine pour le dictateur, qui lui renouvelle sa confiance à la fin de l'année 45 lorsqu'il part en campagne en Hispanie.
À son retour à Rome, Lépide est toujours son maître de cavalerie, et César lui confie les provinces d'Hispanie citérieure et de Gaule narbonnaise. César choisit Antoine pour être son co-consul de l’année 44 et le Sénat confère à César la dictature perpétuelle. Son pouvoir est désormais sans limite. César prépare une campagne en Orient contre les Parthes et doit quitter Rome le 18 mars,.

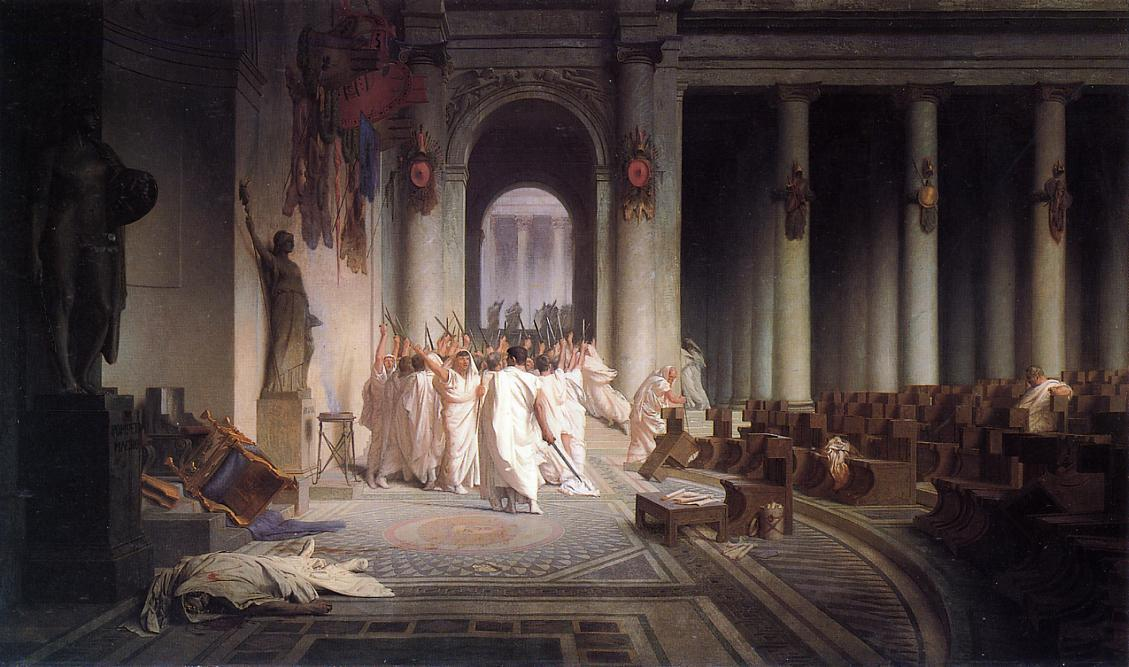
Jean-Léon Gérôme, La Mort de César, huile sur toile, 1867.

Trois jours avant, aux Ides de mars, Jules César est assassiné dans la Curie de Pompée par une vingtaine de sénateurs conjurés se réclamant « Républicains », dont notamment Caius Cassius Longinus, Marcus Junius Brutus, Decimus Junius Brutus, Caius Trebonius et Servius Sulpicius Galba,. La veille au soir, alors qu'il dînait chez Lépide avec l'un des conjurés, Decimus Brutus, la question était posée de savoir qu'elle serait la meilleure des morts, et César répondait : « celle à laquelle on ne s'attend pas ».

### Au lendemain de la mort de César (44)
Les conjurés paniquent et prennent la fuite. Ils avaient l'intention de jeter le corps de César dans le Tibre, mais par peur de la réaction de Marc Antoine, ils s'en abstiennent. Ils n'ont pas de plan pour la suite, pensant qu'assassiner le « tyran » aurait suffi à rétablir la République. Les meurtriers se rendent d'abord au Forum Romanum mais ils ne reçoivent pas de soutien pour leur acte, et se réfugient alors sur le Capitole,.
Du côté des Césariens, Antoine s'est barricadé dans sa demeure tandis que Cornelius Dolabella, qui devait être désigné consul suffect, apparaît au Forum revêtu des insignes consulaires et fait mine d'approuver le meurtre. Lépide, maître de cavalerie du défunt, et encore présent dans les faubourgs de Rome avec une armée qu'il lève pour ses provinces, réagit promptement en faisant occuper le Champ de Mars puis le Forum par ses troupes. Il souhaite venger rapidement le meurtre. Marc Antoine, se ressaisissant, met la main sur les papiers de César ainsi que sur son argent,.

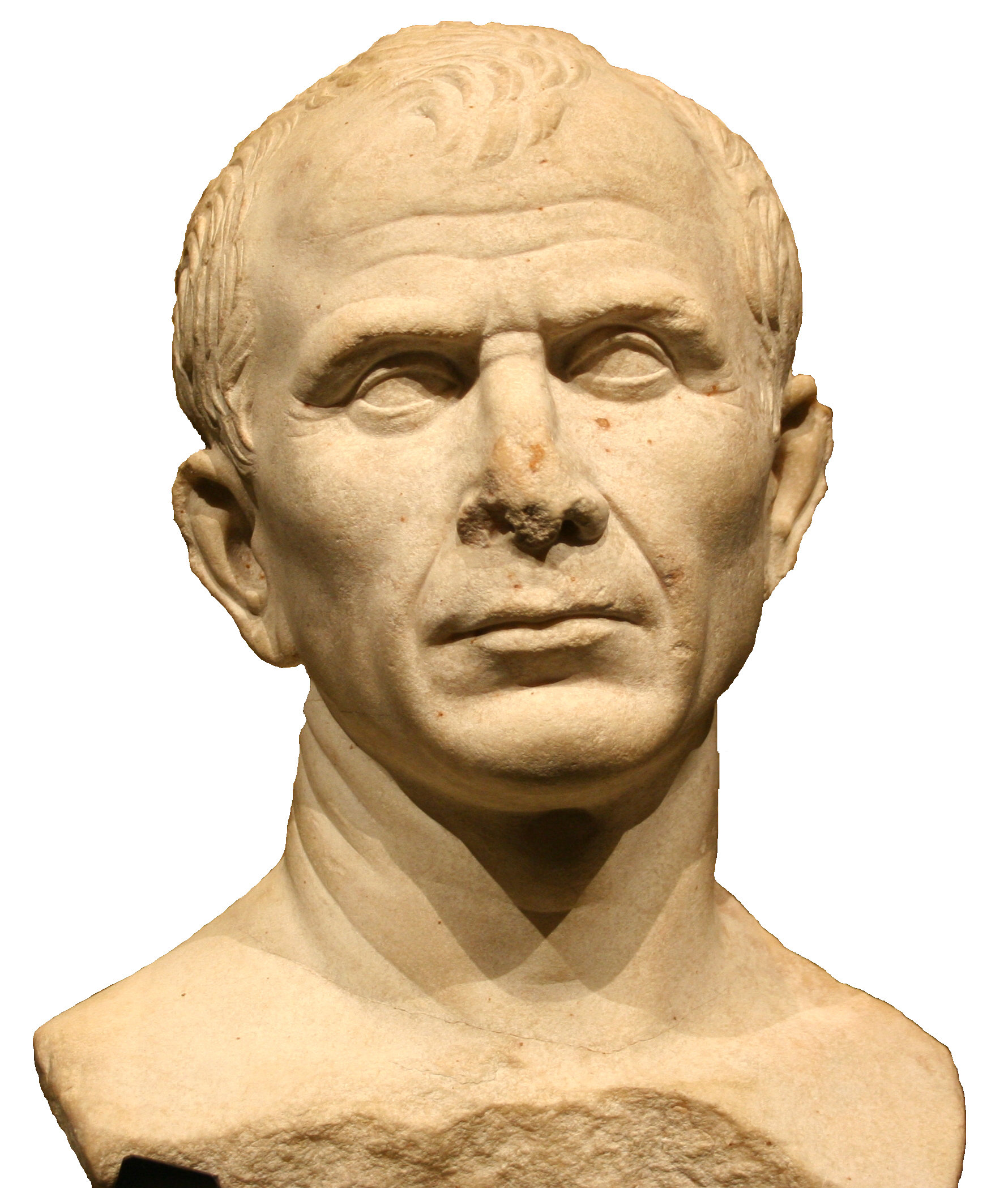
Jules César

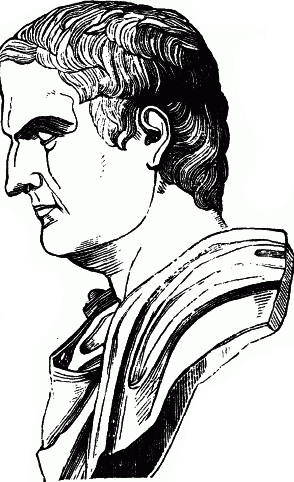
Dessin d'un buste de Marc Antoine.

C'est Antoine, seul consul restant, qui détient donc la fonction la plus importante et incarne dorénavant la légalité de la République romaine,. Les conjurés, n'ayant ni troupes, ni argent, ni soutien populaire, sont contraints de traiter, contre l'avis de Cicéron, qui ne faisait pourtant pas partie de la conjuration, et qui les implore de s'attaquer à Marc Antoine avant qu'il ne soit trop tard. Cependant, une majorité des conjurés et des Césariens sont favorables à un rapprochement. Ainsi, le 16, Marc Antoine convoque le Sénat pour le lendemain. Dans une atmosphère tendue, avec des soldats en ville, un compromis est rapidement trouvé : les assassins de César sont amnistiés sur proposition d'Antoine. En contrepartie, les réalisations et décisions de César sont validées. On voit même Cassius dîner chez Marc Antoine et Brutus chez Lépide,. Cependant, la situation dégénère rapidement pour les conjurés qui sont obligés de fuir,. 
Avec le soutien d'Antoine, Lépide devient pontifex maximus, succédant ainsi à César. C'est une fonction essentiellement honorifique. La fille d'Antoine est fiancée à Lépide le Jeune. Cependant, pour une raison inconnue, ces fiançailles seront rompues plus tard.

### À la tête de l'armée la plus importante d'Occident (44-43)
Lépide est envoyé en Hispanie citérieure, dont il devient gouverneur avec la Gaule narbonnaise, pour négocier avec Sextus Pompée, qui y combattait les partisans de César, à la tête de sept légions. Lépide conclut la paix avec ce dernier, Antoine faisant voter au Sénat une supplication en sa faveur le 28 novembre 44.
Peu de temps après, Antoine perd le contrôle de la situation et doit faire face à une coalition au Sénat, menée par Cicéron, s'appuyant sur le jeune Octavien, fils adoptif de César. Lépide est alors à la tête de la principale armée en Occident. Bien que césarien convaincu et ayant souhaité la mort des conjurés, il a aussi des relations amicales avec le Sénat et a cohabité avec Sextus Pompée en Hispanie sans chercher le combat, prudent. Le Sénat tente de le rallier à sa cause, lui votant une statue équestre et un triomphe le 3 janvier 43, pour le remercier de la paix obtenue avec Sextus Pompée. En mars, Lépide tente une dernière médiation sans succès. 

« On a souvent accusé [Lépide] de duplicité et cherché dans la correspondance de Cicéron les indices de sa trahison annoncée. Lépide n'était sans doute pas un exemple de courage moral mais il serait injuste de le considérer comme traître ; après tout, ce n'était pas sa faute si le Sénat avait tenté de le rallier à la cause républicaine [...] Mais il était d'abord césarien et avait été partisan, au lendemain des ides de mars, de venger sans attendre le meurtre du dictateur. Ses liens avec l'aristocratie romaine ne pouvaient lui faire oublier ceux noués avec ses compagnons d'armes, et en particulier avec Antoine. »

— Jean-Michel Roddaz, « L'héritage » dans François Hinard (dir.), Histoire romaine des origines à Auguste, Fayard, 2000, p. 839.

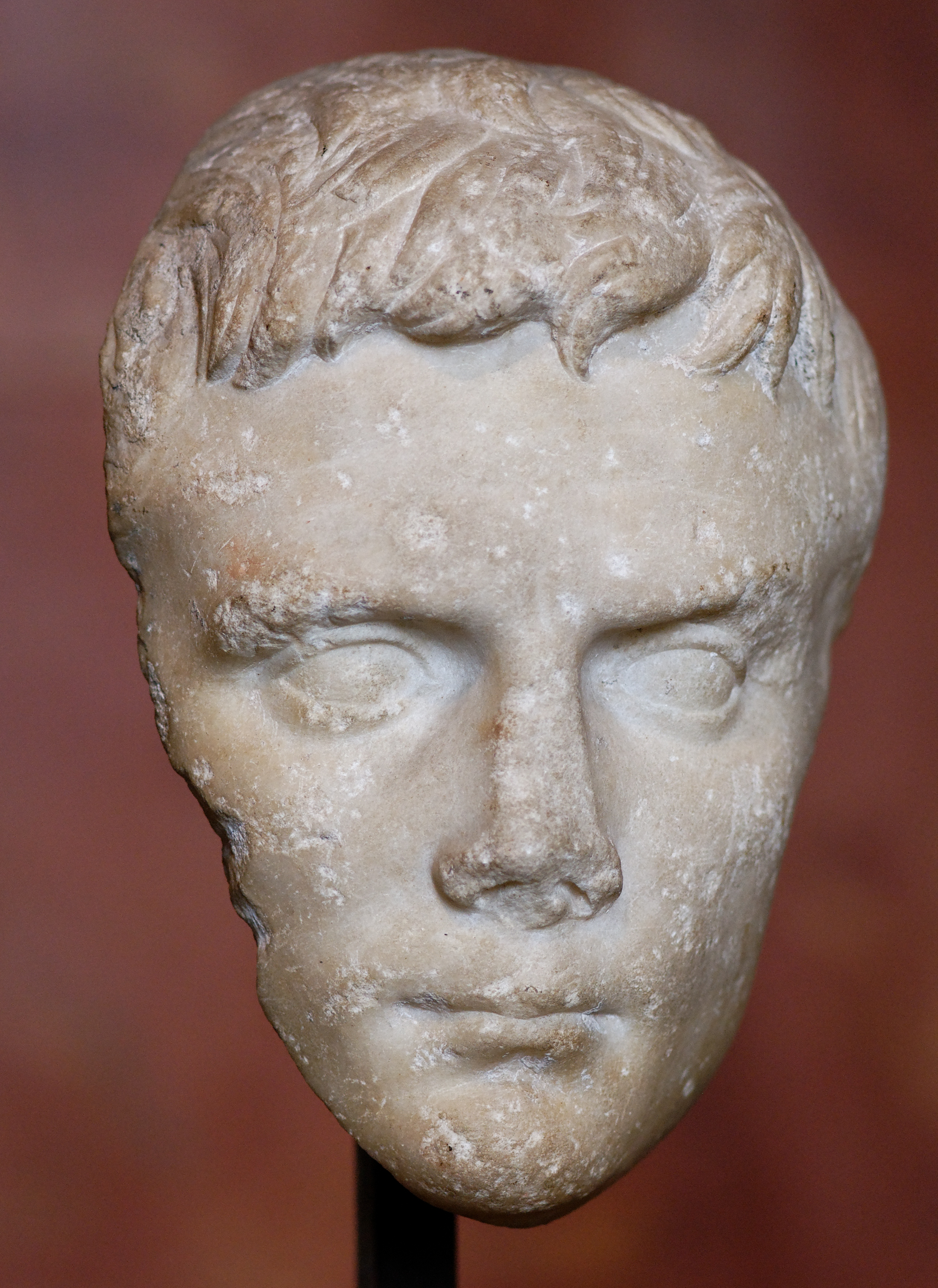
Portrait d'Octave jeune. Marbre grec.

Antoine marche sur la Gaule cisalpine dont il s'est fait nommer gouverneur et où se trouve le conjuré Decimus Brutus. C'est la guerre civile de Modène contre Octavien et les nouveaux consuls, laquelle voit Antoine défait au début de l'année 43. Lépide ne prend pas parti. Fin avril, Antoine et ses partisans sont déclarés « ennemis publics ». En Ligurie, Marc Antoine rétablit en partie la situation avec des renforts apportés par Ventidius Bassus qui se joint à lui. Antoine passe les Alpes et rejoint la Narbonnaise.
Lépide finit par se rallier au camp de Marc Antoine en mai, cédant à l'avis de ses officiers et de ses troupes,.
Plutarque, qui écrit sous Trajan, dans sa vie d'Antoine, donne pour cela l'initiative à l'armée de Lépide, contre l'avis de leur commandant qui ignore Antoine. Dion Cassius, historien sous les Sévères, rapporte une anecdote au sujet d'un détachement envoyé par Lépide quelques mois plus tôt à Modène : « Antoine [...] ayant reçu un renfort [...] reprit confiance. Lépide n'avait pas déclaré à qui il l'envoyait ; il aimait Antoine, qui était son parent, et d'un autre côté, il avait été appelé contre lui par le Sénat ; c'est pour ce motif et aussi pour se ménager une retraite auprès de l'un et de l'autre qu'il n'avait donné aucun ordre précis à [celui] qui commandait ce détachement. Mais [celui-ci], connaissant parfaitement la pensée de Lepidus, se rendit de sa seule autorité auprès d'Antoine ». Puis l'historien laisse entendre que Lépide cherche à éviter Antoine tout en dénonçant l’attitude de son subordonné à Modène. Enfin Appien, sous les Antonins, rapporte l'histoire ainsi : 

« Lépide était partagé entre la crainte de méconnaître l'autorité du Sénat qui lui ordonnait de traiter Antoine en ennemi de la patrie, et la crainte de violer la promesse qu'il avait faite à Antoine de ne point agir de lui-même contre lui. Mais les soldats de Lépide [...] commencèrent par communiquer eux-mêmes clandestinement avec ses troupes ; [puis] ouvertement. [...] Ce fut en vain que les tribuns de l'armée donnèrent des ordres pour empêcher ces communications. [...] Les soldats [...] occupèrent les postes les plus importants, et en ouvrirent les portes à Antoine qui se rendit à grands pas dans la tente de Lépide, escorté par toute l'armée de ce dernier qui demandait la paix d'un côté, et de l'autre de la commisération en faveur de leurs malheureux concitoyens [les soldats d'Antoine]. [...] Lépide vint se présenter à ses troupes ; il promit de faire ce qu'on lui demandait ; il embrassa Antoine, et s'excusa envers lui sur la nécessité des circonstances. Quelques historiens rapportent que cet homme, sans capacité et sans caractère, poussa la lâcheté jusqu'à tomber aux genoux d'Antoine, mais tous les historiens n'ont pas ajouté foi à cette infamie, et moi-même je ne la crois pas probable car Lépide ne s'était jamais porté contre Antoine à aucun acte d'hostilité qui pût lui faire rien craindre »

— Appien, Guerres civiles, III, 83-84.

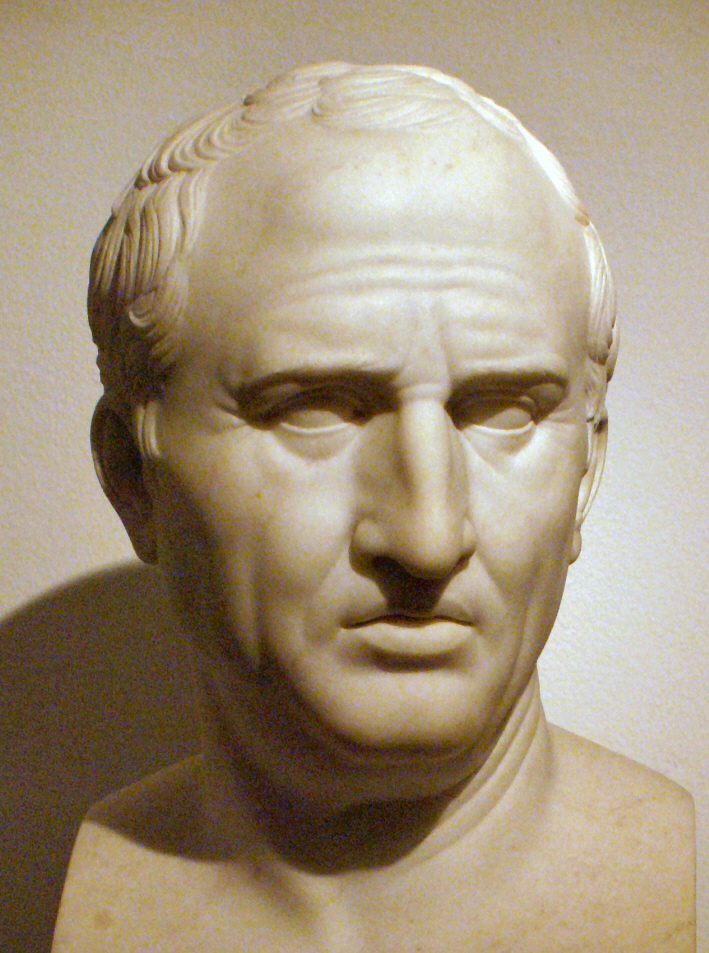
Portrait de Cicéron.

Antoine possède dès lors la plus grande armée d'Occident, rejoint par les légions de Munatius Plancus et d'Asinius Pollio. Lépide est devenu un de ses lieutenants et sera pour cette raison déclaré « ennemi public » fin juin par le sénat, sa statue équestre étant mise à bas. Octavien se voit confier par le Sénat la guerre contre Antoine et Lépide, mais n'obtient pas le consulat qu'il convoite. Il marche donc sur Rome plutôt que contre les « ennemis publics ». Le Sénat fléchit et Octavien devient consul alors qu'il n'a pas vingt ans,.
Le Sénat, avec Cicéron en son sein, paie ses erreurs et notamment le fait d'avoir sous-estimé Octavien. Celui-ci récompense ses soldats avec l'argent public et l'accord d'un Sénat soumis, et il se consacre à venger son père adoptif. Tous les conjurés sont condamnés, ainsi que Sextus Pompée, par une loi, la lex Pedia. Ensuite, à l'instigation de Lépide, Octavien se rend en Gaule cisalpine pour rencontrer Marc Antoine,.

### Instauration du triumvirat et victoire sur les «Républicains» (43-42)
Au début de novembre 43, Octavien, Antoine et Lépide se rencontrent non loin de Bologne et de Modène. La suspicion règne entre les trois hommes et ce n'est pas moins de quarante-trois légions qui sont rassemblées autour d'eux. Au bout de deux jours de discussions, ils se mettent d'accord et décident de fonder une nouvelle magistrature pour eux-mêmes, munie de pouvoirs extraordinaires pour cinq années : les Triumviri Rei Publicae Constituendae ou « triumvirs pour le rétablissement de la République »,.

Les trois personnalités du second triumvirat (43 - 32)
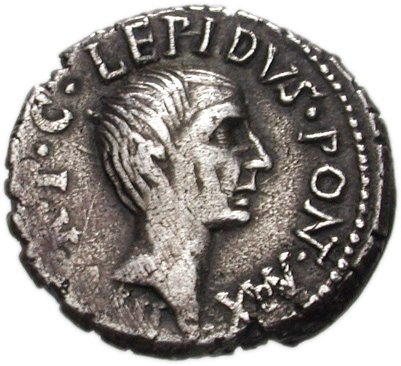
Marcus Aemilius Lepidus.
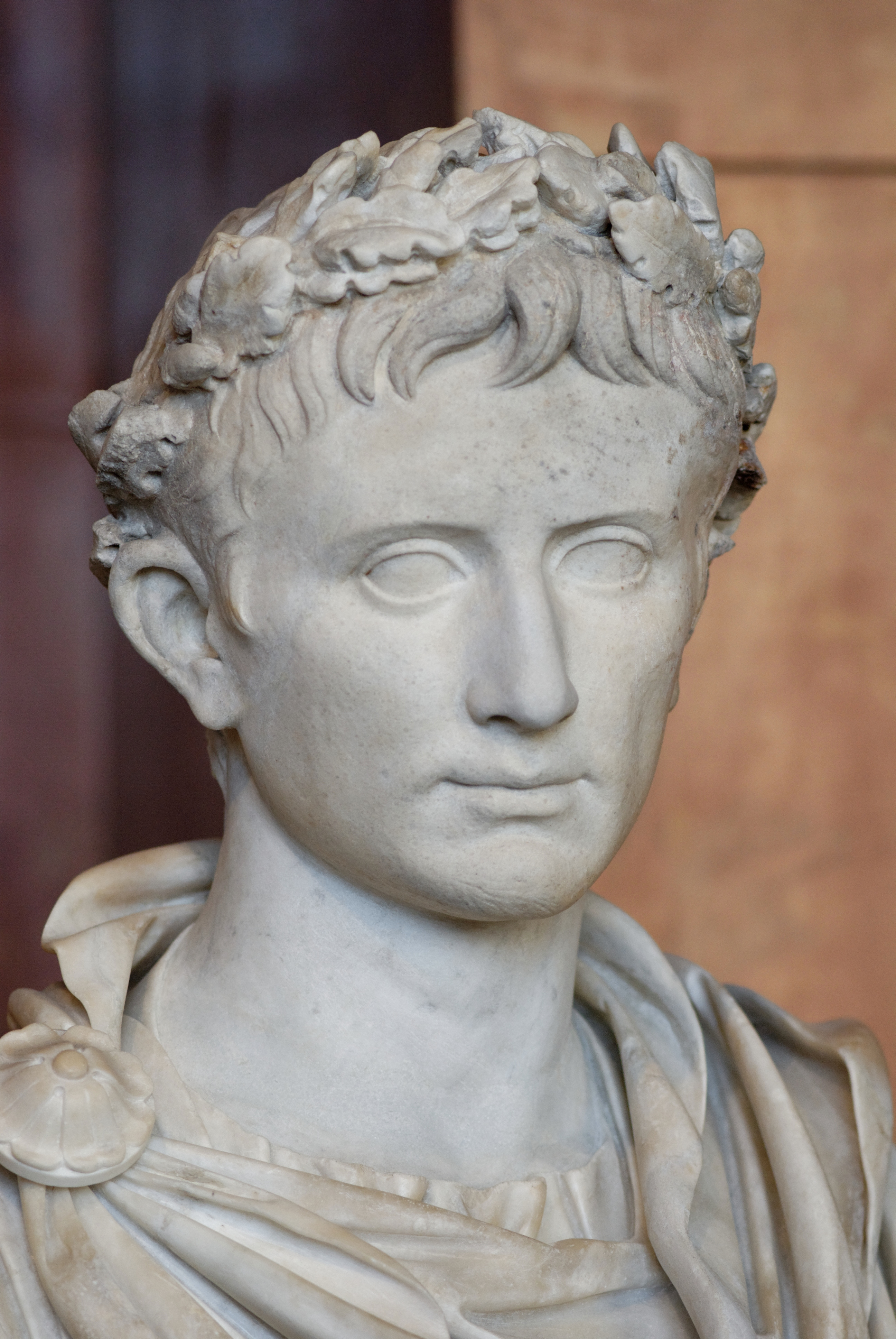
Caius Iulius Caesar (Octavianus).
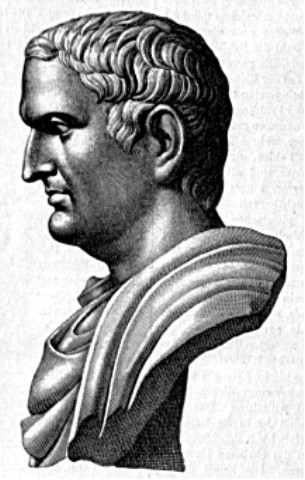
Marcus Antonius.

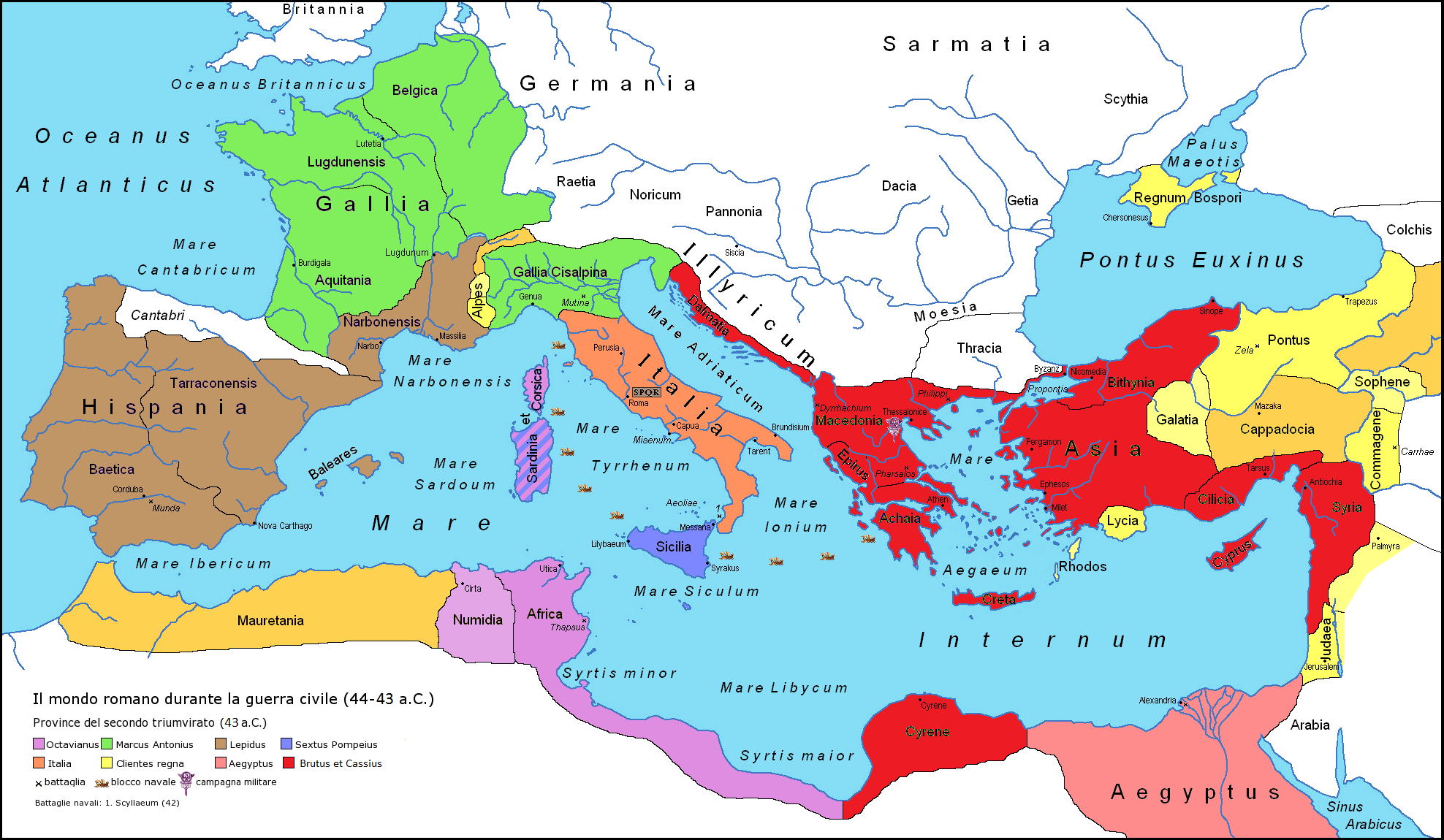
Carte de la République romaine en 43 :
Marc Antoine.
Lépide.
Octavien.
Indivise entre les triumvirs.
Sextus Pompée.
« Républicains ».
États clients de Rome.
Égypte ptolémaïque.

De plus, ils se confèrent l’imperium proconsulaire dans les provinces qu'ils se partagent : Antoine garde la Gaule chevelue et peut-être la Gaule cisalpine, qui normalement est une part de l'Italie depuis 49, Lépide la Narbonnaise et les provinces hispaniques et Octavien reçoit l'Afrique, enjeu de luttes entre Césariens et Républicains, et les îles de la Sicile et de la Sardaigne, contrôlées ou menacées par Sextus Pompée. L'Italie reste indivise tandis que l'Orient est aux mains des Républicains,. Le 27 novembre 43, ce second triumvirat est institué par une loi, la lex Titia,. Pour parachever leur alliance, Octave épouse la belle fille d'Antoine : Clodia Pulchra.
L'objectif premier des triumvirs reste de venger César et de faire la guerre à ses meurtriers. Avant de partir en campagne, les triumvirs décident d'agir contre les ennemis de l'intérieur et recourent à une procédure funeste employée par le passé : la proscription. Un tiers du Sénat et deux mille chevaliers figurent sur les premières listes de proscrits. On garde l'image d'Antoine dirigeant les proscriptions et se réjouissant exagérément des exécutions. Les sources antiques sont cependant biaisées par la propagande augustéenne qui cherche à exonérer Octavien des crimes les plus odieux pour accabler plutôt Lépide et surtout Antoine,.
D'après Appien, le premier nom de la liste est inscrit par Lépide, il s'agit de son propre frère aîné, Lucius Aemilius Paullus. Lépide lui reproche d'avoir voté sa condamnation comme ennemi public et d'être lié à Brutus. Le frère de Lépide échappe néanmoins à l'exécution grâce à la complicité de soldats et parvient à se réfugier en Asie. Son fils, neveu de Lépide, est vraisemblablement proscrit lui-même. Ils bénéficient finalement d'une amnistie après les accords signés entre les triumvirs et Sextus Pompée à Misène en 39. Parmi les proscrits les plus célèbres condamnés par Antoine, Cicéron est exécuté le 7 décembre,, abandonné par Octavien à la vindicte d'Antoine.
La proscription du début du second triumvirat est un acte politique réfléchi faisant finalement assez peu de victimes et se terminant dès janvier 42 au bout de deux mois. La société romaine sort malgré tout traumatisée de cet épisode, pourtant moins sanglant et meurtrier que ce qu'elle a connu sous Sylla. Nombre de proscrits ont par ailleurs rejoints Sextus Pompée en Sicile ou les « Républicains » en Orient,.
Lépide est consul pour l'année 42 et célèbre un triomphe à Rome au début de l'année. À l'été 42, Octavien et Antoine s'embarquent pour la Grèce laissant Rome sous l'administration de Lépide et de son collègue Plancus, et la Sicile aux mains de Sextus Pompée, leur ennemi. Le bénéfice et le mérite de la campagne victorieuse menant à la bataille de Philippes en revient à Antoine alors qu'Octavien n'en sort pas grandi.
Les trois héritiers de César procèdent à la divinisation de César, érigeant le temple du Divin César à l'emplacement de son bûcher sur le Forum Romanum. Cette mesure populaire conforte les trois hommes, et notamment Octavien, devenu divi filius.

### Maître de l'Afrique romaine (42-36)
- Marc Antoine.
- Lépide.
- Octavien.
- Indivise entre les triumvirs.
- Sextus Pompée.
- États clients de Rome.
- Égypte ptolémaïque.
- Empire parthique.

À la suite de la victoire de Philippes, la position dominante d'Antoine se reflète dans la division des terres romaines qui s'ensuit : il prend en charge la réorganisation de l'Orient mais conserve aussi ses provinces de Gaule chevelue et Cisalpine, tout en y ajoutant la Narbonnaise aux dépens de Lépide. Ce dernier perd aussi l'Hispanie au profit d'Octavien, et se voit seulement confier l'Afrique, se voyant réduit à un rôle secondaire. L'Italie reste indivise, mais c'est à Octavien que revient la lourde et impopulaire tâche de démobiliser et installer les vétérans sur les terres italiennes,.

« Lépide fut vite réduit au rôle de comparse. [...] Ce dernier avait eu le tort d'être absent à Philippes ; sans doute ses deux comparses se méfiaient-ils de lui et de ses relations avec l'aristocratie romaine, traditionnellement pro-républicaine. On ne prévit pour lui aucun territoire ; tout au plus songea-t-on à lui confier l'Afrique, troublée par une guerre de préséance entre gouverneurs de tendances opposées, s'il montrait un ressentiment trop vif. »

— Jean-Michel Roddaz, « L'héritage » dans François Hinard (dir.), Histoire romaine des origines à Auguste, Fayard, 2000, p. 853.
En l'an 41, lors de la guerre civile de Pérouse, Lépide est encore à Rome, mais Octavien ne cherche pas à s'appuyer sur lui contre Fulvie, l'épouse d'Antoine, et Lucius Antonius, le frère d'Antoine. Il lui confie malgré tout la garde de Rome pendant les combats, mais Lépide s'enfuit lorsque le frère d'Antoine s'empare de la ville. Après la victoire finale d'Octavien, les triumvirs s'entendent à nouveau sur leurs compétences respectives à la suite du pacte de Brindes et Antoine épouse Octavie, la sœur d'Octavien,,.

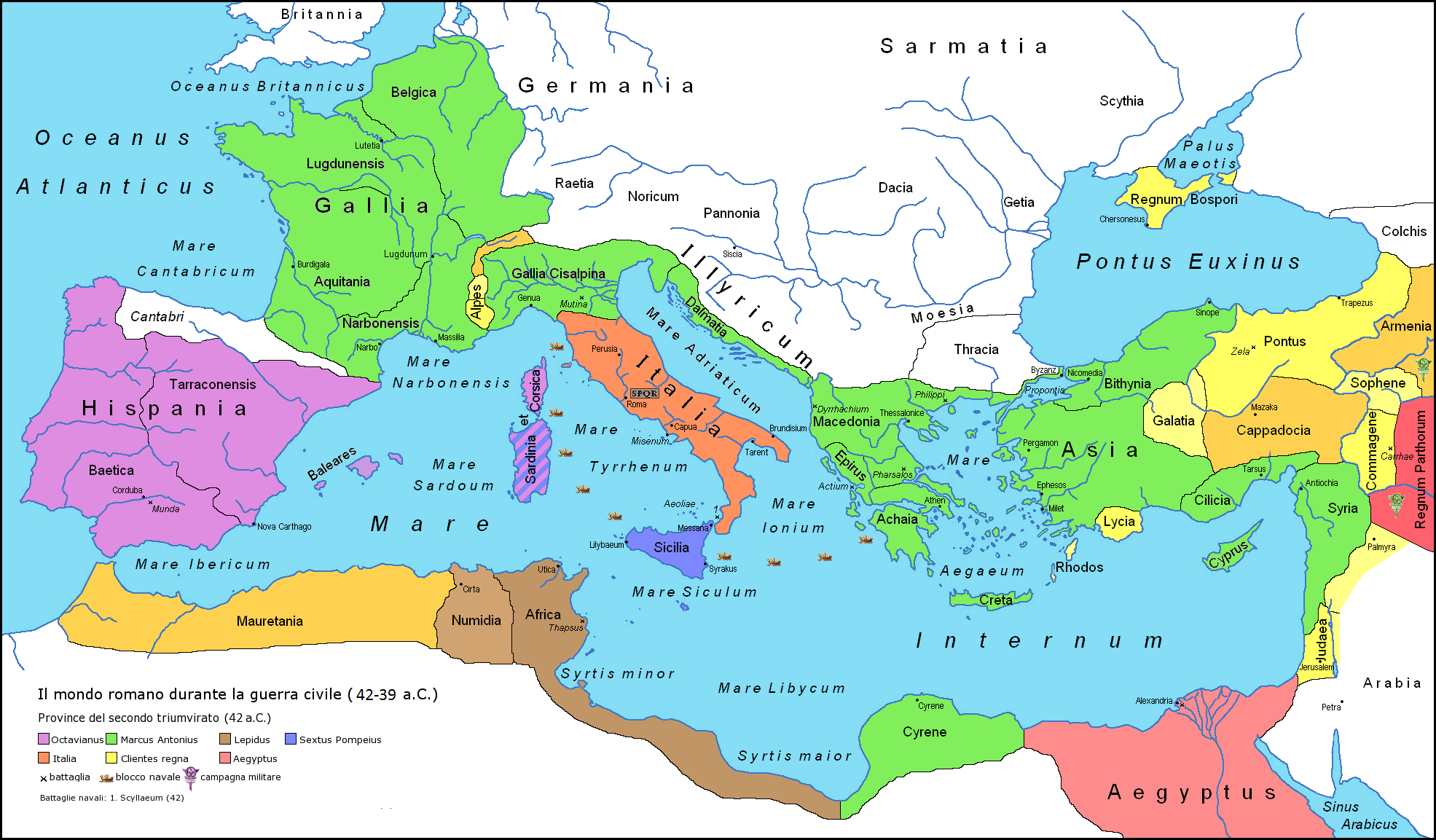
Carte de la République romaine en 42 :
Marc Antoine.
Lépide.
Octavien.
Indivise entre les triumvirs.
Sextus Pompée.
États clients de Rome.
Égypte ptolémaïque.
Empire parthique.

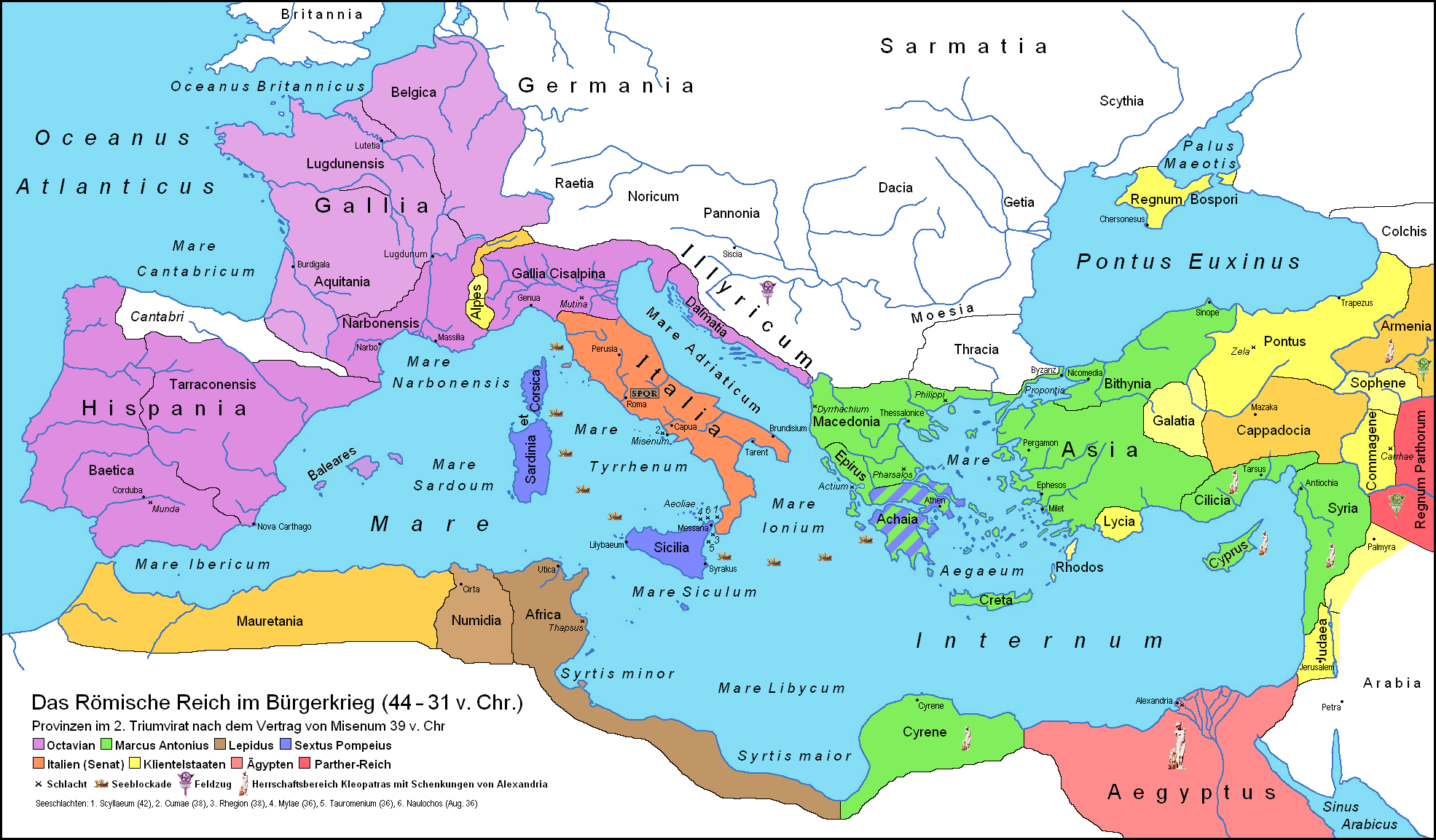
Carte de la République romaine en 39 :
Marc Antoine.
Lépide.
Octavien.
Indivise entre les triumvirs.
Sextus Pompée.
États clients de Rome.
Égypte ptolémaïque.
Empire parthique.

Antoine est reconnu comme maître de l'Orient et Octavien de l'Occident, la ville de Scodra en Illyrie marquant la frontière entre les deux. Antoine perd donc les Gaules tandis que Lépide est maintenu en Afrique, l'Italie restant indivise. Un autre accord, celui de Misène en 39, octroie à Sextus Pompée les îles italiennes ainsi que le Péloponnèse,.

### Guerre de Sicile et destitution (36)

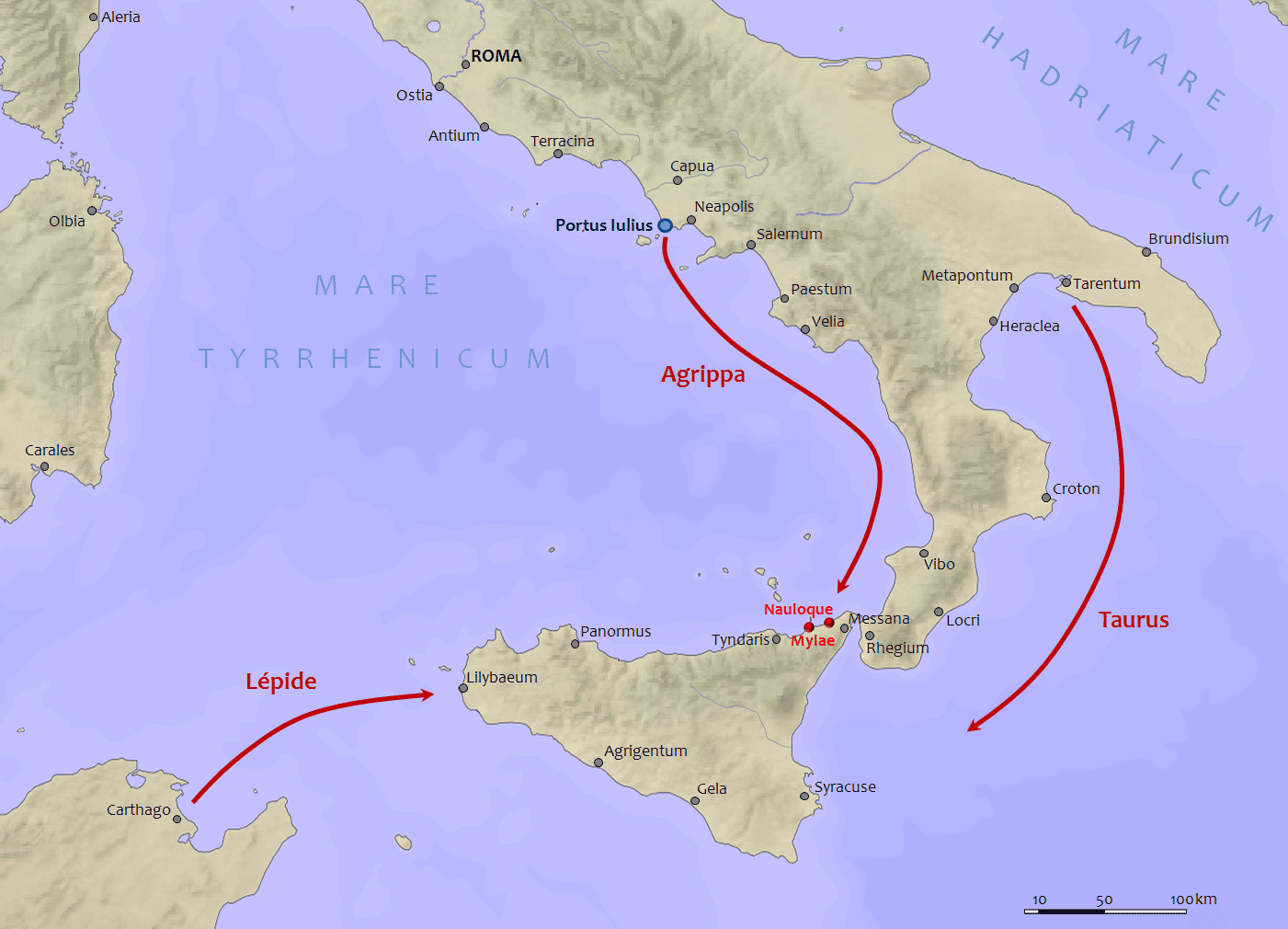
Plan d'offensive d'Octavien et Agrippa contre Sextus Pompée en 36.

À partir de l'an 37, Octavien charge son ami et général Marcus Vipsanius Agrippa de mener la guerre contre Sextus Pompée, aux côtés de Titus Statilius Taurus, qui commandera une flotte envoyée par Marc Antoine à l'aide d'Octavien,. La campagne contre Sextus Pompée, prévue en 37, est repoussée d'une année. Les travaux d'Agrippa prennent du temps et Octavien est occupé à renouveler le second triumvirat avec Marc Antoine lors du pacte de Tarente. En 36, Octavien et Agrippa lancent l’offensive navale depuis l'Italie contre Sextus Pompée, tandis que Lépide, depuis l’Afrique, débarque avec de nombreuses troupes à l’extrême-ouest de l’île,. Après des débuts compliqués, la flotte d'Agrippa remporte une victoire décisive à Mylae, dans le nord-est de la Sicile, qui débloque la situation,. Lépide assiège Lilybée, à l'opposé de l'île, et a une attitude ambiguë qui pousse Octavien à chercher une nouvelle action décisive. C'est la bataille navale à Nauloque, en septembre, qui scelle le destin de Sextus Pompée, qui perd la quasi-totalité de sa flotte face à Agrippa,.

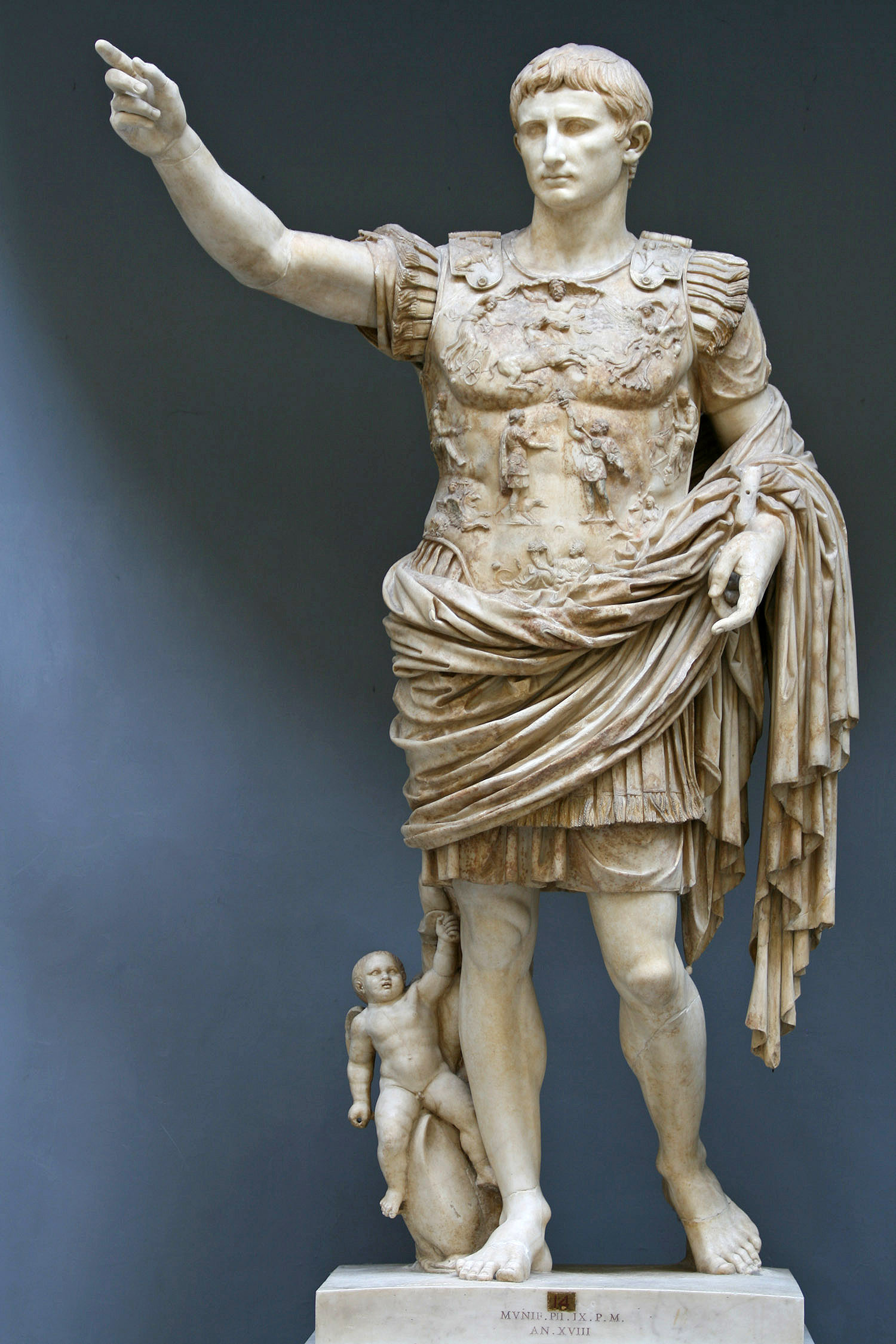
Auguste de Prima Porta, statue d'Auguste en tenue militaire de parade, au musée Chiaramonti, Vatican, Rome.

Lépide, mécontent de son sort, notamment lors de cette guerre contre Sextus Pompée où il est relégué au second plan par Octavien, tente de profiter de l’occasion pour récupérer les forces terrestres pompéiennes stationnées à Messine. Aux côtés des hommes de Lépide, elles ont procédé au pillage de la ville sans qu'Agrippa, pourtant présent, n'intervienne. Octavien a en effet décidé de laisser faire son collègue pour qu'il affiche ses intentions, exigeant que la Sicile lui revienne. C'est là une erreur politique de Lépide : Octavien retourne son armée contre lui et le destitue de sa charge de triumvir. Octavien se retrouve à la tête de toutes les forces occidentales. Humilié, Lépide est définitivement éliminé de la vie publique, mais garde sa charge de pontifex maximus.

### Fin de vie (36-13)
Lépide est relégué à perpétuité près du Mont Circé, sur la côte du Latium, selon Suétone,, où il vit paisiblement, ayant en outre gardé ses biens privés. Quelques années après la mort d'Antoine à Alexandrie en 30 av. J.-C., on octroie à Octavien les titres de Princeps et surtout d'« Auguste », jusque-là réservé aux dieux, en 27 av. J.-C., ce qui marque la fin de la période républicaine et le début de l'Empire romain. L'empereur Auguste ne devient pontifex maximus qu'en 12, car il n'a osé dépouiller Lépide de cette charge de son vivant, ce qui date ainsi la mort de Lépide à la fin de l'an 13 ou au début de l'année 12 av. J.-C.,

## Épouse et descendance
Lépide est marié à Junia Secunda qui lui donne un unique fils, Lépide le Jeune. Celle-ci étant la sœur de Marcus Junius Brutus, Lépide dut les protéger, elle et Servilia Cæpionis, sa mère, après la bataille de Philippes. Elles risquent en effet d'être exécutées, après la mort des derniers républicains. Lépide n'a qu'une seule épouse, dont il semble épris, au contraire de ses deux collègues du second triumvirat.
Son fils est exécuté en 30 av. J.-C. par le futur empereur Auguste, car il est accusé d'avoir mené une conspiration contre lui. Il a eu deux enfants d'une épouse descendante de Sylla et de Pompée : Manius Aemilius Lepidus et Aemilia Lepida (de). Le premier est consul en 11 apr. J.-C. La deuxième est fiancée jeune à l'héritier d'Auguste Lucius Caesar avant d'épouser le riche gouverneur romain Publius Sulpicius Quirinius, qui la répudie, puis au sénateur Mamercus Aemilius Scaurus, dont elle a une fille. En 20 apr. J.-C., elle est accusée d'adultère, d'empoisonnement, de consultation d'astrologues, de faussement prétendre soutenir un fils de son ex-mari et d'essayer d'empoisonner son ex-mari Sulpicius Quirinius. Son frère Manius l'a défendue pendant son procès. Elle est reconnue coupable et condamnée à l'exil,. Manius a peut-être une fille, Aemilia Lepida (ru), épouse du futur empereur Galba, mais elle et ses deux filles décèdent avant lui.

## Postérité

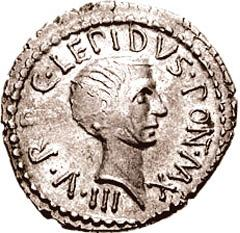
Denier de Lépide.

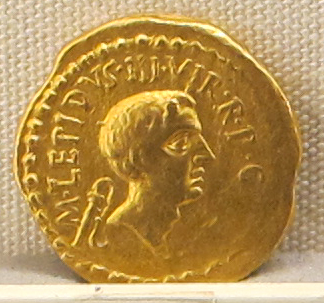
Pièce de Lépide.

Un biographe de Lépide, Richard D. Weigel, dit qu'il est typiquement caricaturé par les historiens anciens et modernes comme étant « faible, indécis, inconstant, déloyal et incompétent ». William Smith le décrit comme « un de ces hommes n'ayant pas de caractère décidé, et qui sont incapables de commettre de grands crimes pour la même raison qu'ils sont incapables d'accomplir des actes nobles. Il possède une grande fortune et, comme presque tous ses contemporains, est peu scrupuleux sur les moyens de l'acquérir. Il n'a pas montré de capacités particulières ni dans la guerre, ni dans la paix. Il n'est pas un personnage si méprisable, comme le signale Drumann, vu le respect certain avec lequel il est toujours traité par ce grand juge des hommes, Jules César. Il semble clair que Lépide est friand de facilité et de repos, et il n'est pas improbable qu'il possède des capacités pour effectuer beaucoup plus que ce qu'il a jamais fait ». Ronald Syme dit de lui qu'il a « un caractère léger... perfide et méprisé ».
Cicéron condamne Lépide pour « malice et folie pure » après avoir permis à ses forces de se joindre à Antoine après la défaite initiale de ce dernier à Modène. Decimus Brutus le considère comme une « girouette ». Le jugement de Velleius Paterculus, sénateur et historien proche de Tibère, qui exonère Octavien de certains crimes de la guerre civile, est sans appel. Il dit de Lépide qu'il « est le plus incapable de tous les chefs » ou encore que « c'était le plus vaniteux des hommes et il n'avait aucune vertu pour mériter une si longue indulgence de la fortune [ou encore] un inutile compagnon des succès d'autrui ». Mais cet historien, marqué par la propagande augustéenne, manque d'impartialité. Plutarque, qui écrit sous Trajan, et Dion Cassius, sous les Sévères, le font passer pour un faible et un indécis tandis qu'Appien, lui-même restant neutre envers Lépide, souligne que d'autres historiens antiques le considèrent « sans capacité et sans caractère ». Dion Cassius souligne son « indolence » lors de la guerre de Pérouse. Ces points de vue se reflètent par exemple dans les pièces de William Shakespeare, Lépide y est décrit comme « un esprit stérile qui vit d’abjection, de bribes et d’assimilations » ou un « imbécile » et un « pauvre triumvir », et de sa relation avec les autres triumvirs, que « Lépide flatte l'un et l'autre et se laisse flatter par tous deux ; mais il n'aime ni l'un ni l'autre et l'un ni l'autre n'a souci de lui ».
Aulus Hirtius, contemporain des évènements, souligne la médiation réussie en Hispanie en 48 et, lors de la disgrâce passagère de Marc Antoine, Jules César confie Rome et l'Italie à Lépide en 46 et 45, et ne semble pas avoir de raison de s'en plaindre. Lépide est aussi prompt à réagir après l'assassinat de Jules César. Il est indécis lors de la confrontation entre Antoine et le Sénat l'année suivante, mais Jean-Michel Roddaz, suivant Appien, souligne que « Lépide n'était sans doute pas un exemple de courage moral, mais il serait injuste de le considérer comme un traître à ses convictions ». Lors du partage de l'Empire par le second triumvirat après Philippes, Lépide semble avoir eu tort d'être absent à la victoire, et ses deux collègues se méfient peut-être de lui et ses relations avec l'aristocratie romaine, traditionnellement pro-républicaine. Il est dès lors marginalisé. Lépide, mécontent de son sort, fait une erreur politique en Sicile après la défaite de Sextus Pompée et se voit facilement écarté par Octavien. Que ce soit en 43 lorsque Antoine vaincu le rejoint en Narbonnaise ou en 36 lorsqu'il tente de s'emparer de la Sicile aux dépens d'Octavien, pourtant isolé, il ne peut rien faire pour empêcher ses deux collègues du triumvirat de retourner ses propres troupes, qui s'avèrent plus fidèles aux héritiers de César qu'à lui-même. Weigel fait valoir que la carrière de Lépide n'est pas plus perfide ou incohérente que celle des autres principaux acteurs dans les luttes de pouvoir de l'époque. Léonie Hayne dit qu'il agit « habilement et toujours en faveur d'Antoine et (indirectement) dans l'intérêt des Césariens ». Elle soutient également que sa tentative de s'emparer de la Sicile est logique et justifiable. Alain Gowing a également fait valoir que ses actions en Sicile, bien que « futiles », ne sont rien de plus qu'une « tentative de retrouver une position qu'il avait injustement perdue »